# Berthold von Ploetz

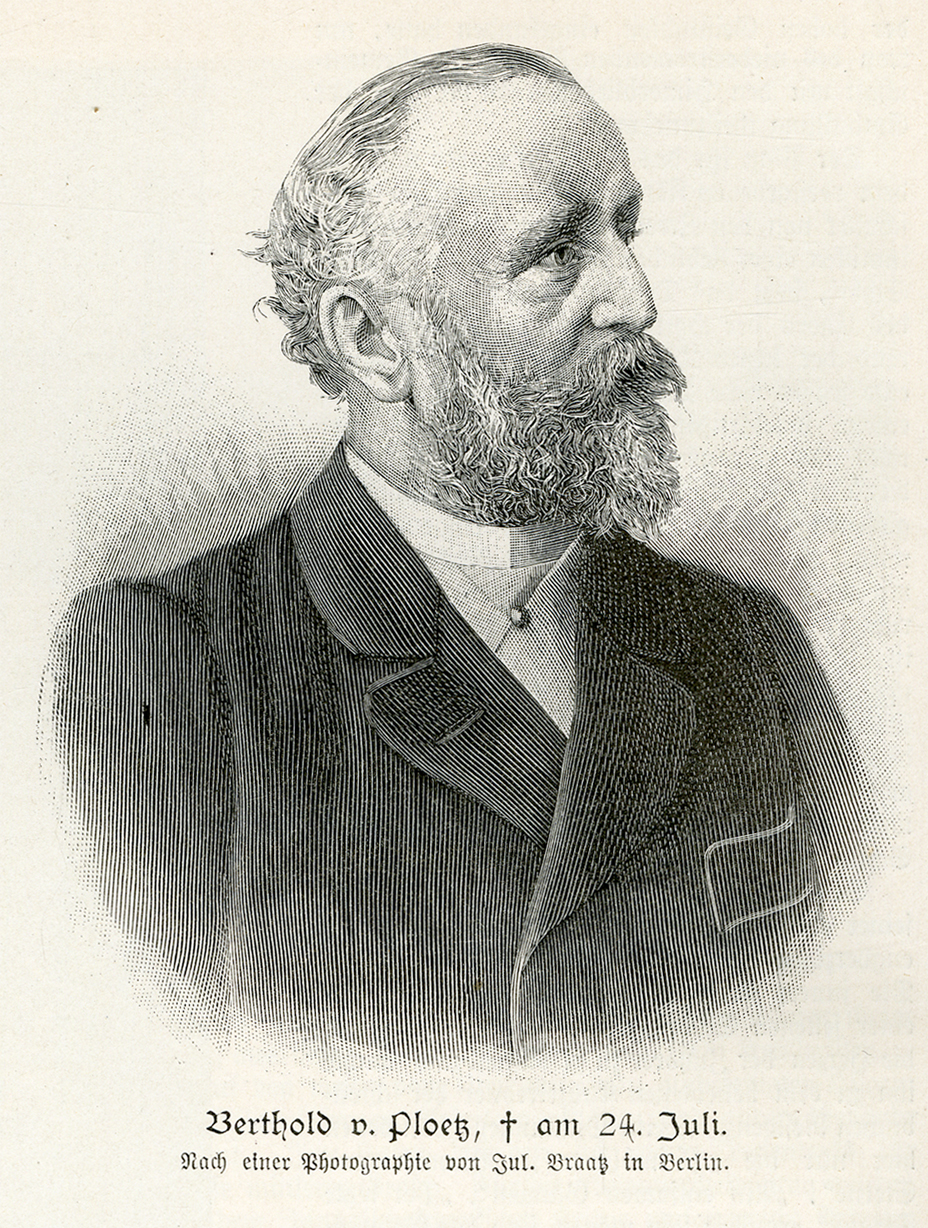
Porträt von Ploetz anlässlich seines Todes, Illustrirte Zeitung 1898

Berthold von Ploetz

Friedrich August Berthold von Ploetz, auch Ploetz-Döllingen (* 9. August 1844 in Potsdam; † 24. Juli 1898 auf Gut Döllingen) war ein deutscher Politiker und Mitglied des deutschen Reichstages.

## Leben
Er war der Sohn des preußischen Oberstleutnants und Gutsbesitzer Hermann von Ploetz (1816–1879), Gutsherr auf Döllingen, und dessen erster Ehefrau Bertha Freiin von der Recke (1814–1848). Nach dem Besuch der Kadettenanstalt war Ploetz von 1862 bis 1864 aktiver Offizier. Nach seiner militärischen Laufbahn ging er seinen Aufgaben als Gutsbesitzer auf dem Familiengut nach. An den Feldzügen des Deutschen Krieges (1866) und des Deutsch-Französischen Krieges (1870/71) nahm er als Offizier der Landwehr teil und wurde als Hauptmann verabschiedet.
Ploetz heiratete am 20. April 1869 in Braunschweig Anna Lüders (* 9. Dezember 1846 in Küstrin; † 18. August 1903 in Berlin), die Tochter des Oberpredigers Adolph Lüders und der Auguste Boldt. Das Ehepaar hatte die beiden Töchter Ella und Margarete sowie den Sohn Hermann.
Nach dem Tod seines Vaters erbte Ploetz das elterliche Gut Döllingen. Er war Amtsvorsteher, Kreisdeputierter und Provinziallandtagsabgeordneter. Im Jahr 1892 wurde er ins Preußische Abgeordnetenhaus und Mitte 1893 in den deutschen Reichstag gewählt, dessen Mitglied er bis zu seinem Tod war. Hier schloss er sich der Deutschkonservativen Partei an. Ab 1888 war er Vorsitzender des Deutschen Bauernbundes und wurde im Februar 1893 einer der Mitbegründer des Bundes der Landwirte, zu dessen Vorsitzendem er ebenfalls gewählt wurde.
Im Reichstag und auch im preußischen Abgeordnetenhaus war Ploetz der Wortführer für die sogenannten großen Mittel zur Beseitigung des landwirtschaftlichen Notstandes.
Nach seinem Tod wurde Conrad von Wangenheim zum BdL-Vorsitzenden.